# Bandera de Rialp
La bandera oficial del municipi de Rialp té la següent descripció:
Bandera apaïsada, de proporcions dos d'alt per tres de llarg, bicolor vertical verd fosc i groga amb un pal blanc ondat de mitja, dues i mitja ones, de gruix 1/9 de la llargària del drap, al centre.
La bandera recull els colors de l'escut de Rialp, i va ser aprovada el dia 22 d'abril de 2003 i publicada en el DOGC el 9 de maig del mateix any amb el número 3880.